# Giovanni Pavoni (calciatore)
Giovanni Pavoni (Parma, 17 agosto 1904 – ...) è stato un calciatore italiano, di ruolo centrocampista.

## Carriera
Con il Parma esordisce in Seconda Divisione il 31 maggio 1925 nella partita Novese-Parma (1-0), poi disputa otto gare nel campionato di Prima Divisione 1925-1926.

## Palmarès

### Club

#### Competizioni nazionali
- Seconda Divisione: 1

Parma: 1924-1925